# Martín de Murúa

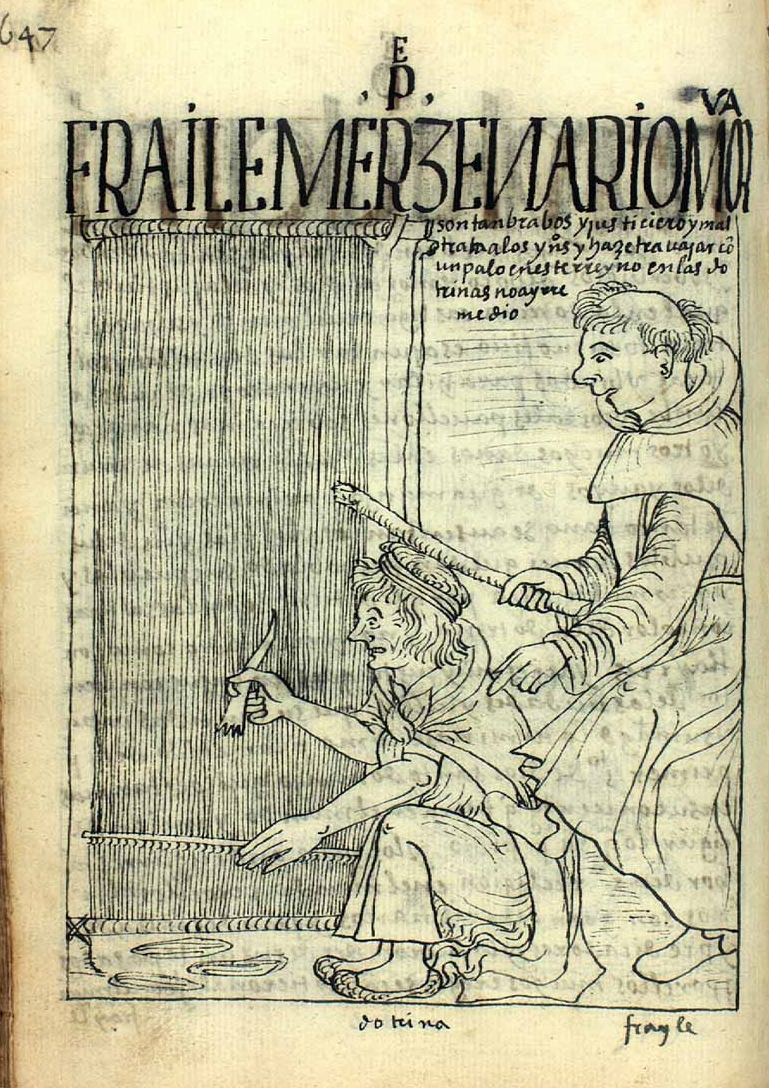
Fray Martín de Murúa tritt und prügelt eine Einheimische, aus Waman Puma de Ayala, Coronica, um 1600

Martín de Murúa (* um 1525 oder 1540, wahrscheinlich in Azpeitia/Guipúzcoa, spanisches Baskenland; † um 1618 in Spanien) war ein spanischer Mercedarier-Mönch, Missionar und Chronist der Geschichte des neu eroberten Südamerika (Historia del Pirú).

## Leben und Werk
Über Murúas Leben ist nicht viel mehr bekannt, als was er selbst im Werk von sich sagt bzw. was sein zeitweiliger Dolmetscher und Mitarbeiter Waman Puma de Ayala von ihm berichtet. Demnach durchreiste er als Missionar und Ordensbruder das Vizekönigreich Peru, vor allem in der Nähe des Titicacasees und der alten Inkahauptstadt Cuzco, wo er Informationen über das vor einem halben Jahrhundert untergegangene Inkareich sammelte. Er war außerdem Comendador (Herr) der Ortschaft Yanaca in der Provinz Aymaraes, Peru. Während seiner Reisen begann er etwa 1580 mit der Niederschrift einer Chronik des Landes vor und unmittelbar nach der Eroberung durch die Spanier; vieles davon verfasste er in dem  Mercedarierkonvent in Cuzco und schloss es während der Erdbeben, Ausbrüche und Aschenregen des Vulkans Huaynaputina in Arequipa ab. 1611 hielt er sich in Ilabaya (Peru) auf, dann in La Paz (Bolivien), 1612 in La Plata (heute Sucre) (Bolivien), 1613 in Potosí (Bolivien), dann in Córdoba del Tucuman, Argentinien, und schließlich 1614 in Buenos Aires, und 1615/16 ist der Vielbeschäftigte bereits in Spanien (Madrid), wo König Philipp III. ihm eine Druckerlaubnis erteilte.

## DieHistoria general del Piru

### Die Handschriften
Das Werk existiert in zwei verschiedenen Handschriften: dem Galvin-Murúa (auch als Loyola-Murúa bekannt) und dem Getty-Murúa (auch unter der Bezeichnung Wellington-Murúa).

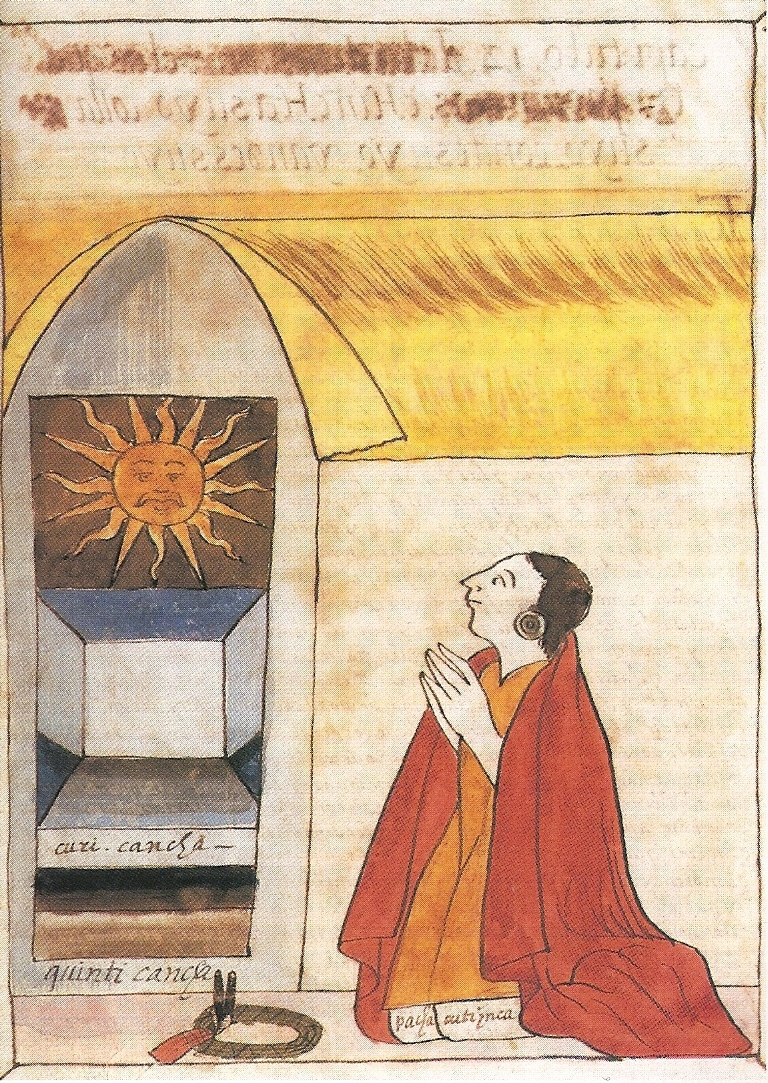
Chronik des Martín de Murúa: Inka Pachacútec im Coricancha-Tempel

- Galvin-Murúa: Er stammt aus den 1580er Jahren und wurde um 1600 vollendet; diese erste Version entstand in Peru unter Mitarbeit einheimischer Schreiber und Künstler, darunter auch Felipe Waman Puma de Ayala. Das Manuskript gelangte im 18. Jahrhundert ins Jesuitenkolleg von Alcalá de Henares in Spanien, dann nach Poyanne in Aquitanien/Frankreich, wohin sich die Jesuiten im zweiten Karlistenkrieg geflüchtet hatten (1879–1900).[2] Von dieser Verbindung des Manuskripts zu den Jesuiten stammt auch die Bezeichnung Loyola-Murúa. In den 1950er Jahren gelangte es über einen Antiquar in San Francisco, USA, in die Hände der Familie Galvin, Meath, Irland.

- Getty-Murúa: Hier handelt es sich um eine zweite Version der Chronik, die zwar auch in Peru sowie im Gebiet des heutigen Bolivien zusammengestellt, aber höchstwahrscheinlich in Spanien überarbeitet wurde. Diese Ausgabe wurde später zwar für den Druck freigegeben, blieb jedoch ebenfalls ungedruckt. Sie gelangte in die Hände des Büchersammlers, Autors, Humanisten und kastilischen Politikers Lorenzo Ramírez de Prado (1583–1658),[3] von wo es nach dessen Tod in die Bibliothek des Colegio Mayor de Cuenca in der Universitätsstadt Salamanca geriet, nach Auflösung der Colegios 1799 in die königliche Bibliothek und als Folge der Napoleonischen Kriege in den Besitz des Herzogs von Wellington (daher auch Wellington-Murúa genannt). Es wurde mehrfach verkauft und schließlich 1962–1964 in vereinfachter Form publiziert. Das Manuskript gelangte 1983 in den Besitz des Getty Research Institute; dort wurde es 2007–2008 sorgfältig ediert sowie faksimiliert.[4]

Die Frage, wieso zwei so grundlegende und mit so viel Aufwand verfasste Handschriften in den Archiven Spaniens verschwinden konnten, ohne je gedruckt und damit einer breiteren Öffentlichkeit bekannt zu werden, hängt mit den Eigenheiten der spanischen Zensur zusammen: aus Furcht vor abträglichen Darstellungen, die dem Ruf Spaniens schaden konnten (Leyenda Negra), wurde seit dem Jahr 1560 alles, was die Neue Welt betraf, vor der Drucklegung dem Indienrat vorgelegt; dort nahm der Kosmograph, der alle Informationen über Amerika zusammentrug, das Amt des staatlichen Zensors wahr. Der lange Schiffsweg von und nach Europa und der Verwaltungstrott, gepaart mit bürokratischer Vorsicht, ließ diese vorgeschaltete Zensur zur „oft unlösbaren Fußfessel“ werden, so dass viele Bücher über Amerika erst im 19. oder gar erst im 20. Jahrhundert erschienen. Dieses Schicksal ereilte noch zahlreiche andere Werke, etwa den aufwändig hergestellten und mit vielen Hoffnungen des Autors versehenen Codex des Mitarbeiters und Kritikers von Murúa, Waman Puma de Ayala, der erst 1906 in Kopenhagen wiederentdeckt wurde oder die Historia general des Bernardino de Sahagún (1499–1590), die man erst 1829 veröffentlichte.

### Aufbau und Inhalt
Der ausführliche Titel der Chronik lautet in deutscher Übersetzung:
- „Allgemeine Geschichte von Peru. Herkunft und Abstammung der Inkas, sowie der Bürgerkrieg unter den Inkas sowie die Ankunft der Spanier. Beschreibung der dortigen Städte und Regionen sowie anderer berichtenswerter Dinge, zusammengetragen durch den hoch verehrten Bruder Martín de Murúa, Generaloberer des Ordens Unserer Lieben Frau von der Barmherzigkeit [de las Mercedes], der Befreierin der Gefangenen.“

Sie ist in drei Bände mit insgesamt 92 Kapiteln eingeteilt:
- Bd. 1 enthält die Herkunft der Inkas sowie eine historische und Landesbeschreibung unter der Inkaherrschaft,
- Bd. 2 die Regierungsweise, die Zeremonien und Gebräuche der vorspanischen Herrscher und
- Bd. 3 eine Beschreibung der wichtigsten Städte und Regionen.

Insgesamt umfasst das Werk je nach Ausgabe 37 (Getty- oder Wellington-Murúa) bzw. 113 (Galvin- oder Loyola-Murúa) farbige Abbildungen auf 145 Folioblättern.

### Mitarbeiter, Waman Puma de Ayala
Der Autor arbeitete bei der Zusammenstellung seines Werkes – immerhin dauerten die Arbeiten an den beiden Manuskripten mehr als 35 Jahre – eng mit einheimischen Informanten, Augenzeugen und Schreibern zusammen; die vielen farbigen Illustrationen, die das Buch enthält, sind (großteils fiktive) Darstellungen der Inkaherrscher sowie Wiedergaben der traditionellen Zeremonien.
Die Zusammenarbeit mit seinem Dolmetscher und Illustrator Waman Puma de Ayala war wenig erfreulich: Waman Puma legte nach wenigen Illustrationen die Arbeit nieder und verfasste seine eigene Darstellung der Ereignisse, die – mit 399 Abbildungen sehr viel reicher illustriert, aber nur in schwarz-weiß – die Sicht eines Einheimischen auf die Inkas, die früheren Herren, und die spanischen Eroberer wiedergibt; Murúa wird dabei mehrfach als Muster eines jähzornigen, prügelnden und ungerechten Missionars darstellt und sogar bildlich porträtiert.
Wenn Martín de Murúa von seinem indianischen Mitarbeiter auch als cholerischer Schürzenjäger beschrieben wird, so kommt seine baskische, handfeste Derbheit, seine Umtriebigkeit, sein Humor, seine schon bei Waman angedeutete Verschmitztheit und sein ausgeprägter Sinn für das weibliche Geschlecht, kombiniert mit Detailtreue, Neugier und einem ethnologisch anmutenden Scharfsinn doch auch dem Werk selbst zugute, vor allem was die Schilderung des Kults der Sonnenjungfrauen betrifft; das sexuelle Verhalten in dieser sehr fremden Kultur schildert Martín de Murúa genau und unvoreingenommen wie wohl kaum ein anderer Chronist vor oder nach ihm.

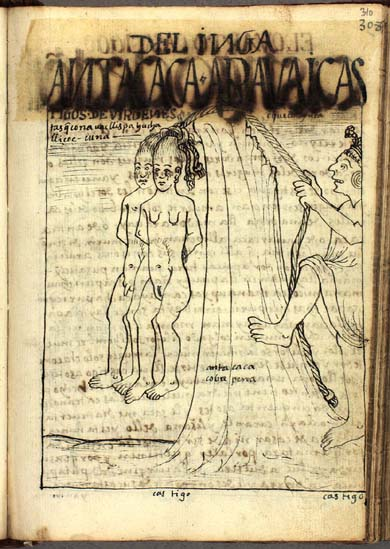
Waman Puma de Ayala, Bestrafung von Sonnenjungfrauen

## Ausgaben
- Historia de los Incas. Reyes del Perú … Crónica del siglo XVI. Anotaciones y Concordancias con las crónicas de Indias. ed. por Horacio H. Urteaga y C. A. Romero. Colección de libros y documentos referentes a la historia del Perú. ser. 2, t. 4. Lima 1922–1925. (Historia del origen y genealogía real de los Reyes Incas del Perú. Introducción, notas y arreglos por Constantino Bayle. Biblioteca „Missionalia hispanica“, vol. 2. Madrid 1946. Los Orígenes de los Inkas. Crónica sobre el Antiguo Perú escrita en el año 1590 por el padre mercedario Fray … Estudio bio-bibliográfico sobre el autor por Raúl Porras Barrenechea. Los pequeños grandes libros de historia americana. ser. 1, t. 11. Lima 1946).
- Fábulas y Ritos de los Incas (1573). Pequeños Grandes Libros de Historia Americana, Serie 1, t. 4. Lima 1943.
- Fray Martín de Murúa: Historia general del Perú. Origen y descendencia de los Incas (1611). Introducción y notas de Manuel Ballesteros Gaibrois. Bibliotheca Americana vetus. Con prólogo del Duque de Wellington. 2 Bände, Madrid 1962–1964.
- Códice Murúa. Historia y genealogía de los reyes Incas del Perú del padre mercenario Fray Martín de Murúa. Códice Galvin. Estudio de Juan Manuel Ossio Acuña. Testimonio, Madrid 2004. – Faksimile mit Kommentar des Galvin-Murúa mit seinen 117 farbigen Bildern.